# Cumming (Georgia)
Cumming ist eine Stadt und zudem der County Seat des Forsyth County im US-Bundesstaat Georgia mit 5430 Einwohnern (Stand: 2010).

## Geographie
Cumming befindet sich am Westufer des Lake Lanier und liegt etwa 50 Kilometer nordöstlich von Atlanta.

## Geschichte
Cumming wurde 1834 gegründet. Es ist nicht klar, ob der Stadtname entweder auf Colonel William Cumming of Augusta, einem bedeutenden Anwalt, oder auf Sir Alexander Cumming of England, der 1729 nach Amerika kam und ein Cherokee-Anführer wurde, zurückgeht.

## Demographische Daten
Laut der Volkszählung von 2010 verteilten sich die damaligen 5430 Einwohner auf 1893 bewohnte Haushalte, was einen Schnitt von 2,57 Personen pro Haushalt ergibt. Insgesamt bestehen 2037 Haushalte.
57,1 % der Haushalte waren Familienhaushalte (bestehend aus verheirateten Paaren mit oder ohne Nachkommen bzw. einem Elternteil mit Nachkomme) mit einer durchschnittlichen Größe von 3,25 Personen. In 32,2 % aller Haushalte lebten Kinder unter 18 Jahren sowie in 31,4 % aller Haushalte Personen mit mindestens 65 Jahren.
24,6 % der Bevölkerung waren jünger als 20 Jahre, 30,6 % waren 20 bis 39 Jahre alt, 21,8 % waren 40 bis 59 Jahre alt und 22,8 % waren mindestens 60 Jahre alt. Das mittlere Alter betrug 37 Jahre. 48,8 % der Bevölkerung waren männlich und 51,2 % weiblich.
76,6 % der Bevölkerung bezeichneten sich als Weiße, 2,9 % als Afroamerikaner, 0,5 % als Indianer und 1,4 % als Asian Americans. 17,0 % gaben die Angehörigkeit zu einer anderen Ethnie und 1,7 % zu mehreren Ethnien an. 31,4 % der Bevölkerung bestand aus Hispanics oder Latinos.
Das durchschnittliche Jahreseinkommen pro Haushalt lag bei 47.125 USD, dabei lebten 14,1 % der Bevölkerung unter der Armutsgrenze.

## Sehenswürdigkeiten
Folgende Objekte wurden in das National Register of Historic Places eingetragen:
- Cumming Cemetery
- Cumming Public School-Cumming High School
- Fowler Family Farm
- Pool’s Mill Covered Bridge

## Verkehr
Cumming wird vom U.S. Highway 19 sowie von den Georgia State Routes 9 und 20 durchquert. Der nächste Flughafen ist der Flughafen Atlanta (rund 70 Kilometer südöstlich).

## Kriminalität
Die Kriminalitätsrate lag im Jahr 2010 mit 424 Punkten (US-Durchschnitt: 266 Punkte) im durchschnittlichen Bereich. Es gab zwei Morde, zwei Vergewaltigungen, zwei Raubüberfälle, elf Körperverletzungen, 51 Einbrüche, 309 Diebstähle und acht Autodiebstähle.

## Söhne und Töchter der Stadt
- Olin Wellborn (1843–1921), Jurist und Politiker
- Kelli Giddish (* 1980), Schauspielerin
- Austin Smith (* 1993), Tennisspieler